# Чиліно
Чи́ліно (рос. Чилино) — село у складі Кожевниковського району Томської області, Росія. Адміністративний центр Чилінського сільського поселення.

## Населення
Населення — 782 особи (2010; 938 у 2002).
Національний склад (станом на 2002 рік):
- росіяни — 92 %